# Фауна Пуэрто-Рико
Фауна Пуэрто-Рико — разнообразие видов животных государства Пуэрто-Рико. Похожа на другие фауны архипелагов и островов Карибского бассейна: большое количество эндемиков, и малое, достаточно специализированное биоразнообразие.
Из всех ныне существующих наземных млекопитающих местными являются только летучие мыши. Все остальные виды наземных млекопитающих были ввезены людьми (домашние кошки, козы, овцы, яванский мангуст (лат. Urva javanica), и обезьяны). Морские млекопитающие Пуэрто-Рико включают дельфинов, ламантинов и китов.
На архипелаге встречаются представители 349 видов птиц, из которых гнездятся здесь 149 видов. Около 47,5 % видов птиц являются редкими.
Наиболее известным и узнаваемым видом фауны Пуэрто-Рико является лягушка-коки (лат. Eleutherodactylus coqui) — небольшая древесная лягушка, эндемичная для территории архипелага. Помимо неё, на островах Пуэрто-Рико встречаются ещё 86 видов земноводных и пресмыкающихся.
Некоторые виды пресноводных рыб Пуэрто-Рико являются местными, но имеются также устойчивые популяции видов, интродуцированных человеком.
Для беспозвоночных архипелага характерен тот же принцип, что и для остальных видов (малое богатство, но широкое разнообразие). Именно они представляют большую часть фауны Пуэрто-Рико.
Значительное воздействие на пуэрто-риканский животный мир оказало появление первых людей около 4000 лет назад, и, в большей степени, прибытие европейцев (более 500 лет назад). Охота, разрушение среды обитания местных видов и введение новых, чуждых видов животных привели к тому, что многие местные виды вымерли. Меры по защите и восстановлению местных видов были предприняты только во второй половине XX века. Наиболее заметными являются усилия по спасению попугаев вида Пуэрто-риканский амазон (лат. Amazona vittata).
На 2002 год (по данным Международного союза охраны природы) в Пуэрто-Рико под угрозой исчезновения находился 21 вид животных: 2 вида млекопитающих, 8 — птиц, 8 — пресмыкающихся и 3 вида земноводных.

## Заселение Пуэрто-Рико
Карибская плита (тектоническая плита, на которой расположены Пуэрто-Рико и Антильские острова) сформировалась в позднем мезозое. Согласно Д. Э. Розену, вулканический архипелаг, известный как «Прото-Антильские острова» образовался при отделении Южной Америки от Африки. Позднее прото-архипелаг разделился на Большие и Малые Антильские острова. Геологически Пуэрто-Рико относительно молод, его возраст составляет около 135 миллионов лет. Согласно гипотезе Говарда Мейерхофа, Пуэрто-риканская гряда (включающая архипелаг Пуэрто-Рико и Виргинские острова, за исключением острова Санта-Крус) имеет вулканическое происхождение, и была сформирована в меловой период. Образцы пород, взятые в горах Сьерра-Бермеха, расположенных на юго-западе Пуэрто-Рико, датируются поздним юрским/ранним меловым периодами, что подтверждает данную теорию.
Обсуждение научным сообществом способов и времени заселения Антильских островов предками современных позвоночных всё ещё продолжается. Не ясно, был ли Прото-Антильский архипелаг обособлен, или служил в своё время «мостом» между Северной и Южной Америкой. Согласно преобладающей теории, острова были заселены путём «биологического рассевания» (англ. Biological dispersal) материковой фауной, в основном, южноамериканского происхождения, пересекавшей водные пространства. Другие модели рассматривают замещение прибывающими новыми видами существовавшей прото-антильской фауны. С. Блэйр Хеджес и др. предполагают, что рассеивание было «основным механизмом возникновения Вест-Индийской биоты». Наземные позвоночные, такие как Листовые лягушки (лат. Eleutherodactylus), распространились по территории островов задолго до того, как началось вытеснение местных видов. Тем не менее, вероятно, что другие виды (например, эндемичные насекомоядные Антильских островов — лат. Nesophontes, лат. Solenodon marcanoi и другие) колонизировали Вест-Индию гораздо раньше и другими способами. Вудс (1989) также подтверждает эту гипотезу, анализируя прибытие на Антильские острова предков современных хутиевых и колючешиншилловых, и делая вывод, что древние колючешиншилловые могли были прибыть на Большие Антильские острова из Южной Америки либо через Малые Антилы (перемещаясь с острова на остров), либо — через Пуэрто-Рико и Гаити, до которых они добирались вплавь.
МакФи и Итурральд-Винент (англ. MacPhee and Iturralde-Vinent) выдвинули альтернативную гипотезу о том, что инициаторы кладов наземных млекопитающих появились на Прото-Антильских островах в середине третичного периода, ориентировочно — в эоцене или олигоцене. Предполагается, что животные попали на острова по существовавшему в течение 1 миллиона лет перешейку, соединявшему Кубу, Гаити и Пуэрто-Рико с северо-западной частью Южной Америки. Позже, после распада Прото-Антильских островов, начался процесс дивергенции видов.
Последнее крупное изменение фауны Пуэрто-Рико произошло около 10000 лет назад, после окончания ледникового периода, в связи с таянием ледников, повышением уровня моря и других изменений окружающей среды. Переход от сухой саванны к влажным тропическим лесам привёл к массовому вымиранию, особенно сильно затронувшему позвоночных. Примерно в то же время единый массив суши, куда входили острова архипелага Пуэрто-Рико (кроме островов Мона, Монито и Десечео) и Виргинские острова (за исключением острова Санта-Крус), разделился. Следует отметить, что упоминаемый массив суши, известный как «Пуэрто-риканская гряда», по видимому, никогда не соединялся с островом Синт-Мартен.

## Млекопитающие
Разнообразие видов млекопитающих в Пуэрто-Рико, как и на многих островах, гораздо меньше, чем на материке. Всего насчитывается 13 «местных» наземных видов млекопитающих, и все они принадлежат к отряду Рукокрылые. Известно 18 видов водных млекопитающих, в число которых входят дельфины, ламантины и киты.
Изучение фоссилий показывает существование в прошлом:
- одного вида землеройкообразных Nesophontes edithae,
- одного вида ленивцев[15],
- трёх видов листоносых летучих мышей (Macrotus waterhousii, Monophyllus plethodon, и Phyllonycteris major)[16], и
- пяти видов грызунов — гигантская хутия Elasmodontomys obliquus, хутия Isolobodon portoricensis и трёх видов колючих шиншилл: Heteropsomys antillensis, Heteropsomys insulans, и Puertoricomys corozalus[17].

Вудс определяет причину их исчезновения так:

Виды, развивавшиеся в изоляции на океанических островах, без конкуренции или хищников, могут быть неспособны адаптироваться к быстрому изменению условий [окружающей среды], таких как климатические флюктуации ледниковых периодов, и интродукция конкурентных видов или хищников.
Оригинальный текст (англ.)Taxa evolving in isolation on oceanic islands without competition or predators may not be able to adapt to rapidly changing conditions, such as the extensive climatic fluctuations of the Ice Ages or sudden competition or predation from introduced animals.
— см.
Прочие наземные млекопитающие были интродуцированы человеком. Вместе с коренным населением были завезены собаки и морские свинки из Центральной и Южной Америки. Позднее аравакскими племенами на Гаити были интродуцированы хутии (в качестве источника пищи). При колонизации островов испанцами в XVI веке были завезены разнообразные домашние животные: собаки, кошки, козы, свиньи, крупный рогатый скот, лошади и ослы. Такие виды, как чёрная крыса (Rattus rattus), серая крыса (Rattus norvegicus) и домовая мышь (Mus sp.), вероятно, попали на территорию Пуэрто-Рико с кораблей, начиная с 1493 года.
Совсем недавно ряд видов был введён для биологической борьбы с вредителями. Например, яванский мангуст (Urva javanica) завезён в XIX веке для того, чтобы контролировать чрезмерно разросшуюся популяцию крыс на плантациях сахарного тростника. Данную попытку интродукции можно считать неудачной: мангусты оказались неспособны снизить поголовье крыс, вместо того значительно снизив численность местных видов птиц — малого лесного певуна и жёлтоплечего чёрного трупиала.
В 1938 году Университет Пуэрто-Рико с исследовательскими целями создал колонию макак-резусов на острове Кайо Сантьяго (en:Cayo Santiago). В рамках исследования приспособляемости на остров Десечео и другие прибрежные острова и рифы в 1967 году были завезены 57 макак-резусов (лат. Macaca mulatta). До того на острове гнездилась большая колония бурых олуш, но после появления обезьян, поедавших яйца олуш, гнёзд птиц на острове более не осталось. Усилия по поимке и вывозу особей Macaca mulatta успехом не увенчались, и в настоящее время макаки-резусы распространились по юго-западу Пуэрто-Рико. Помимо того, на Пуэрто-Рико представлен и такой вид обезьян, как саймири, или беличьи обезьяны (лат. Saimiri). В результате вандализма 107 особей саймири сбежали с научно-исследовательской станции в Сабана Сека (муниципалитет Тоа Баха) в 1970-х годах. По последним оценкам, численность популяции саймири составила 35 особей.
Американский ламантин (лат. Trichechus manatus), вероятно, является одним из наиболее известных видов водных млекопитающих Пуэрто-Рико. Согласно классификации МСОП, он относится к уязвимым видам. Воды архипелага являются одним из основных мест размножения этих ламантинов.
Ламантины привлекли сильное внимание местных средств массовой информации, когда сотрудниками компании «Caribbean Stranding Network» (CSN) был спасён двухмесячный детёныш. Его назвали Моисеем (исп. Moisés) и сотрудники компании заботились о нём на протяжении более чем двух лет. Этот ламантин стал первым в Карибском море животным этого вида, которое смогло приспособиться к жизни в естественных условиях после выращивания людьми. Животное тесно вошло в культуру и науку Пуэрто-Рико после того, как певец Тони Кроато написал песню «Moisés». Предположительно, один из муниципалитетов, Манати назван в честь этого вида животных.
Помимо того, пуэрто-риканские воды являются одним из мест размножения горбатых китов, которые приплывают сюда, когда в Северном полушарии наступает зима.

### Рукокрылые
В настоящее время рукокрылые Пуэрто-Рико представлены пятью семействами: Noctilionidae, Mormoopidae, Phyllostomidae, Vespertilionidae и Molossidae, из которых встречаются 13 видов. 6 видов летучих мышей являются эндемиками. 7 видов насекомоядны, 4 можно считать плотоядными, один вид питается нектаром, и один — рыбой.
Летучие мыши играют важную роль в экологии леса и пещер, а насекомоядные виды помогают в борьбе с комарами. Десять из тринадцати видов живут в пещерах и имеют достаточно низкие темпы воспроизводства. Наибольшее число видов рукокрылых (11 из 13) встречаются в заповеднике «Национальный лес Эль-Юнке». Летучая мышь-эндемик вида Stenoderma rufum играет важную роль в экологии лесов табонуко (Dacryodes excelsa), расположенных в горах Лукилло, так как считается единственным распространителем семян балаты (масарандубы двузубой, лат. Manilkara bidentata).
Также следует отметить значение рукокрылых для экологии пещер: большинство беспозвоночных, обитающих в пещерах, являются либо детритофагами, использующих для питания гуано, производимое летучими мышами, либо хищниками, питающимися детритофагами.
Список рукокрылых, обитающих на архипелаге Пуэрто-Рико:
- Большой зайцегуб (лат. Noctilio leporinus);
- Подбородколист Блейнвилля (лат. Mormoops blainvillei);
- Подбородколист Парнелла (лат. Pteronotus parnellii);
- Черноватый подбородколист (лат. Pteronotus quadridens);
- Мексиканская фруктовая летучая мышь[англ.] (лат. Artibeus jamaicensis);
- Сент-винсентский листонос (лат. Brachyphylla cavernarum);
- Тёмно-жёлтый цветочный листонос (лат. Erophylla sezekoni bombifrons);
- Ямайский листонос (лат. Monophyllus redmani);
- Красный фруктоядный листонос (лат. Stenoderma rufum);
- Большой бурый кожан (лат. Eptesicus fuscus);
- Красный волосатохвост (лат. Lasiurus borealis);
- Molossus molossus;
- Бразильский складчатогуб (лат. Tadarida brasiliensis);

## Птицы
Орнитофауна Пуэрто-Рико включает 349 видов птиц, из которых 18 — эндемики. Почти половина из них (166 видов) наблюдались один или два раза, и могут считаться случайными. 42 вида были интродуцированы человеком, прямо или косвенно (через изменение среды обитания). Около 120 видов, как местных, так и интродуцированных, гнездятся на территории архипелага.
Орнитофауна Вест-Индии, в основном, имеет североамериканское (юг Северной Америки и Центральная Америка) происхождение, с агрессивным включением южноамериканских видов, колонизация территорий которыми началась относительно недавно. Южноамериканские птицы представлены на Антильских островах следующими семействами: колибри (Trochilidae), тиранновые мухоловки (Tyrannidae), банановые певуны (Coerebidae), и танагровые  (Thraupidae). Все упомянутые птицы встречаются и в Пуэрто-Рико. Преобладающая теория предполагает, что птицы колонизировали Вест-Индию во время плейстоценовых оледенений. Наиболее примитивными из всех птиц Вест-Индии являются представители рода тоди (Todus), один из видов которых, пуэрто-риканский тоди (Todus mexicanus), эндемичен для архипелага.
Орнитофауна Пуэрто-Рико теряла разнообразие видов в результате вымирания и уничтожения видов, как под воздействием естественных причин, так и при вмешательстве человека. Примером может служить вымерший вид карликовых стрижей Tachornis uranoceles, ископаемые остатки которого датируются поздним плейстоценом (от 17 до 20 тысяч лет назад). Как считается, этот вид вымер в результате резких изменений среды обитания после окончания Висконсинского оледенения.
За последние несколько тысячелетий исчезли, по меньшей мере, шесть эндемичных видов птиц: пуэрто-риканская сипуха (Tyto cavatica), пуэрто-риканский каракар-каранч (Polyborus latebrosus), пуэрто-риканская аратинга (Aratinga chloroptera maugei), пуэрто-риканский вальдшнеп (Scolopax anthonyi) пуэрто-риканский земляной голубь (Geotrygon larva) и пастушок Дебуа (Nesotrochis debooyi). Пуэрто-риканский амазон (Amazona vittata), популяция которого на 1975 год насчитывала 13 особей, находился на грани полного вымирания, но предпринятые усилия по защите восстановлению вида помогли, и численность несколько выросла. Тем не менее, он остается одним из видов на грани исчезновения (видов под критической угрозой) (англ. Critically Endangered (CR)) по классификации Международного союза охраны природы. Четыре вида птиц, (гаитийская аратинга (Aratinga chloroptera), антильский ворон (Corvus leucognaphalus), кубинский ворон (Corvus nasicus) и пастушковый журавль (Aramus guarauna)) были уничтожены после роста населения Пуэрто-Рико во второй половине XIX века. Ещё три вида (осенняя утка (Dendrocygna autumnalis), американский чёрный погоныш (Laterallus jamaicensis) и розовый фламинго (Phoenicopterus roseus)) больше не гнездятся на островах архипелага.

## Земноводные и пресмыкающиеся
Герпетофауна Пуэрто-Рико представлена 25 видами земноводных и 61 видом рептилий. Большинство кладов вест-индийских рептилий предположительно прибыли из Южной Америки морским путём. Однако, некоторые данные могут свидетельствовать в пользу альтернативной теории их прото-антильского происхождения и последующего изолированного развития. Остальные представители герпетофауны прибыли в Вест-Индию тем же методом, и развивались изолированно на каждом из островов. В результате, архипелаг Пуэрто-Рико и Карибский бассейн в целом, имеют очень высокий процент эндемичности среди земноводных и рептилий.
Амфибии Пуэрто-Рико принадлежат к четырём семействам: настоящие жабы (Bufonidae) (2 вида), квакши (Hylidae) (3 вида), свистуновые (Leptodactylidae)(18 видов) и настоящие лягушки (Ranidae) (2 вида). Пресмыкающиеся включают следующие клады: черепахи (Testudines) (сухопутные и морские), ящерицы (Lacertilia), амфисбены (Amphisbaenia), змеи (Serpentes) и кайманы (Caiman).
Все виды настоящих лягушек и квакш являются интродуцированными. Из настоящих жаб интродуцирована жаба-ага (Bufo marinus), а пуэрто-риканская жаба (Bufo lemur) — эндемик, находящийся под угрозой исчезновения. Жаба-ага (Bufo marinus) была ввезена в Пуэрто-Рико в 1920 годах, чтобы контролировать популяцию хрущей (лат. Melolonthinae), вредящих сахарному тростнику. Все виды семейства свистуновые (Leptodactylidae) являются местными. Из восемнадцати видов 17 принадлежат к роду листовые лягушки (Eleutherodactylus), и широко известны в Пуэрто-Рико как коки (исп. coquís). Трех видов — большая листовая лягушка (Eleutherodactylus karlschmidti), золотистый коки (Eleutherodactylus jasperi) и моховая листовая лягушка (Eleutherodactylus eneidae) — вероятно, скоро не станет. Золотистый коки — единственный живородящий вид в семействе свистуновые. Гранитная листовая лягушка (Eleutherodactylus cooki) — единственный вид листовых лягушек с ярко выраженным половым диморфизмом по цвету и размеру. Обыкновенный коки (Eleutherodactylus coqui) является неофициальным символом Пуэрто-Рико и важным аспектом культуры. Четырнадцать из 17 видов коки являются эндемиками.
В фауне Пуэрто-Рико представлены 5 видов пресноводных черепах (из которых два являются вымершими) и 5 видов морских черепах. Из них 2 вида — бисса (Eretmochelys imbricata) и кожистая черепаха (Dermochelys coriacea) находятся под угрозой исчезновения. Основными угрозами этим черепахам являются разрушение среды обитания, незаконный сбор яиц и отлов отдельных особей. Крокодиловый кайман (Caiman crocodilus) — интродуцированный вид, и является единственным представителем крокодилов на архипелаге. Земляная игуана Моны (Cyclura cornuta stejnegeri) — самая большая ящерица архипелага. Является подвидом игуаны-носорога (лат. Cyclura cornuta) и эндемична для острова Мона, расположенного между Пуэрто-Рико и Доминиканской республикой.
Другой вид крупных игуан, Анегадская земляная игуана (Cyclura pinguis), когда-то был распространён по всему архипелагу, но, из-за разрушения среды обитания, истребления кошками, собаками и людьми, и конкуренции со стороны коз и свиней был практически истреблён, уцелев лишь на острове Анегада.
Все 11 видов змей, встречающихся на территории архипелага Пуэрто-Рико, считаются не ядовитыми, хотя по данным исследований, по крайней мере один вид, Пуэрто-риканский полоз (Alsophis portoricensis), выделяет яд.
Змеи Пуэрто-Рико относятся к трём семействам и четырём родам: семейство слепозмейки (Typhlopidae), представленное родом Typhlops, ложноногие (Boidae) — гладкогубые удавы (Epicrates), ужеобразные (Colubridae) — альсофисы (Alsophis) и антильские ужи (Arrhyton).
Крупнейшей змеёй архипелага является пуэрто-риканский боа (Epicrates inornatus), достигающий 3,7 метра в длину.
Рацион змей на Пуэрто-Рико состоит из пресмыкающихся — амейвы (Ameiva), анолисы (Anolis), гекконы, лягушки, в гораздо меньшей степени из мышей и птиц. Летучими мышами питается только один вид — пуэрто-риканский боа (Epicrates inornatus).
Наиболее распространённой ящерицей Пуэрто-Рико является благородный анолис (Anolis pulchellus). Анолисы архипелага — хороший пример адаптивной радиации. Виды анолисов в пределах одного острова имеют большую степень родства, чем виды с близлежащих островов. Хотя дивергенция происходила независимо на каждом острове, развились одни и те же экоморфы.

## Рыбы
Первые описания рыб Пуэрто-Рико были предприняты в 1828 году Кювье и Валансьеном, которые определили 33 таксона, характерных для архипелага.
Несколько видов пресноводных рыб являются местными, более 30 интродуцированы из Африки, Южной Америки и с юго-востока США. Ещё около 60 видов морских рыб используют пресноводные водоёмы Пуэрто-Рико периодически в течение года. Случаи интродукции можно условно разделить на преднамеренные и случайные. К преднамеренным относится введение видов, используемых для спортивной рыбалки, употребляемых в пищу, применяемых для контроля численности москитов, а также — в качестве наживки при ловле большеротого окуня. К случайной интродукции (например, появление вида птеригоплихтис многорядный (Pterygoplichthys multiradiatus)) относят, в основном, случаи выпуска на волю аквариумных рыб. С 1936 года под эгидой Департамента природных и экологических ресурсов Пуэрто-Рико работает инкубаторная станция в муниципалитете Макарио. Ежегодно в водоёмы архипелага выпускается до 25000 рыб, включая большеротого окуня, представителей рода цихла (Cichla) и особей вида канальный сомик (Ictalurus punctatus). Также в инкубаторе размножаются несколько видов черепах.
В океанских водах Пуэрто-Рико можно выделить три основных типа среды обитания: мангровые заросли, коралловые рифы и заросли морских трав. Всего насчитывается 677 видов рыб, обитающих в упомянутых битопах. В коралловых рифах встречается 242 вида рыб. Виды рыб коралловых рифов Пуэрто-Рико являются репрезентативными для фауны Карибского бассейна в целом. Наиболее распространены такие рифовые рыбы, как губановые (Labridae), помацентровые (Pomacentridae), ронка обыкновенная (Haemulon plumieri), королевский скар (Scarus vetula) и серые акулы (Carcharhinidae). В мангровых зарослях встречаются Archosargus rhomboidalis, Gerres cinereus. Интерес представляют также представители камбалообразных (в водах архипелага встречается 21 вид) и акул (больше 20 видов). В проливе Мона отмечены длиннокрылая акула (Carcharhinus longimanus) и шёлковая акула (Carcharhinus falciformis).

## Беспозвоночные
Фауна беспозвоночных Пуэрто-Рико достаточно изобильна, но имеет меньшее разнообразие по сравнению с материковой неотропической фауной, существующей в сходных климатических условиях. Следует отметить, что остров Пуэрто-Рико является наиболее широко исследованным из Антильских островов в аспекте беспозвоночных.
Насекомые на острове Пуэрто-Рико, как и на большинстве островов архипелага, имеют достаточно бедный таксономический состав по сравнению с материком. Так, например, на Пуэрто-Рико встречается около 300 видов бабочек, в то время как на Тринидаде — 600 видов, и в Бразилии, на участке площадью 7,5 км2 может встречаться до 1500 их видов. По оценкам 1998 года, из описанных на тот момент 925000 видов насекомых на Пуэрто-Рико отмечено наличие только 5573. Из 31 отряда насекомых представлены 27, и отсутствуют виды из отрядов древнечелюстные (Archaeognatha), тараканосверчки (Notoptera), веснянки (Plecoptera) и скорпионницы (Mecoptera). Самая большая коллекция насекомых Пуэрто-Рико находится в «Музее энтомологии и тропического биоразообразия» (исп. Museo de Entomología y Biodiversidad Tropical), являющемся подразделением сельскохозяйственной опытной станции Университета Пуэрто-Рико.
Паукообразные имеют важное значение в экологии лесов, как хищники, и как жертвы. В некоторых типах лесов (например, леса табонуко) они являются основными беспозвоночными-хищниками. Пауки представлены наиболее широко. В лесу Содружества Марикао обитают 27 видов пауков, относящихся к семействам: пероногие пауки (Uloboridae), пауки-сенокосцы (Pholcidae), пауки-тенётники (Theridiidae), монетные пауки (Linyphiidae) и пауки-кругопряды (Araneidae). Миниатюрный паук Theotima minutissima из семейства охирокерадитовые пауки (имеющий размер около 0,9 мм), в изобилии встречающийся в «Национальном лесу Эль-Юнке», как полагают, размножается партеногенезом, без участия самцов.
Другие наземные беспозвоночные Пуэрто-Рико включают дождевых червей и пещерную беспозвоночную фауну. Описаны 18 видов дождевых червей: 11 из семейства Glossoscolecidae, 3 из семейства Megascolecidae, и 4 из семейства Exxidae.
Пещерная фауна представлена 78 видами беспозвоночных. Шесть из них встречаются только на Антильских островах, 23 имеют североамериканское происхождение, и ещё 23 являются эндемичными для Пуэрто-Рико. Истинных троглобионтов среди них — только два вида. Сорок пять процентов пещерных беспозвоночных — хищники, остальные относятся к падальщикам-детритофагам и растительноядным. Считается, что большинство из этих видов прибыли в Пуэрто-Рико в плейстоцене.
Морская фауна Пуэрто-Рико насчитывает 61 вид губок, 171 — книдарий, 8 немертин, 1176 видов моллюсков, 129 — кольчатых червей, 342 вида ракообразных, 165 видов иглокожих, 131 — мшанок, 117 мадреподовых кораллов, 99 видов мягких и роговых кораллов, 13 видов-представителей порядка Corallimorpharia и 8 видов класса гидроидные. Кораллы, встречающиеся в архипелаге, в целом, характерны для всего Карибского бассейна, наиболее распространены Montrastaea annularis, Porites porites и шестилучевой коралл (Acropora palmata).
Интродукция новых видов беспозвоночных оказала значительное влияние на пуэрто-риканскую фауну. Нативный вид пресноводных улиток Physa cubensis вытесняется завезённым видом Tarebia granifera. Другой интродуцированный вид, медоносная пчела, конкурирует с находящимся на грани вымирания пуэрто-риканским амазоном за места обитания: и птицы, и пчёлы предпочитают селиться в дуплах деревьев. Не меньшую опасность для аборигенных видов, селящихся в дуплах, представляют африканизированные пчёлы, значительно расширившие свой ареал в Пуэрто-Рико. Другие интродуценты включают 18 видов муравьёв, один из самых распространённых таксонов, обитающих в лесной подстилке.

## Воздействие человека и охрана окружающей среды
Человек оказывал влияние на пуэрто-риканскую фауну с момента появления в Вест-Индии людей, принадлежащих к ортоироидной культуре, около 4000 лет назад. Местная фауна использовалась в качестве источника пищи, и товаров для торговли (добыча шкурок и т. п.), но значительное сокращение разнообразия и популяций животных началось, предположительно, в XVI веке, после прибытия в регион европейских поселенцев. Уничтожение среды обитания (в первую очередь, сведение лесов для обустройства плантаций сахарного тростника) во второй половине XIX века воздействовало на животный мир Пуэрто-Рико разрушительно. Кроме того, сильное влияние оказывают на местные виды интродуцированные человеком животные — крысы, кошки, яванские мангусты и жабы-ага. Крысы на острове Монито охотятся на местных ящериц-эндемиков (геккон Монито (Sphaerodactylus micropithecus), серьёзно ограничивая их популяцию. Одичавшие кошки, живущие на острове Мона, охотятся на воробьиную земляную горлицу (Columbina passerina), и, возможно, стали причиной снижения численности молодых особей вида земляная игуана Моны (Cyclura cornuta stejnegeri). Яванские мангусты охотятся на едва оперившихся птенцов пуэрто-риканского амазона.
Меры по охране животного мира включают, помимо охраны конкретных видов, и охрану земель. Всего под охрану взято около 8,95 км2 территории (что составляет примерно 3,5 % от общей площади острова). Сюда входит 34 резервата. По данным МСОП, в Пуэрто-Рико под угрозой вымирания находится 21 вид: 2 вида млекопитающих, 8 — птиц, 8 — пресмыкающихся, и три вида земноводных. Федеральное правительство США в Законе США о видах, находящихся под угрозой перечисляет 5 видов млекопитающих, 2 вида амфибий, 8 — птиц, и 10 — рептилий. Правительство Пуэрто-Рико, посредством Департамента природных и экологических ресурсов (DNER), приводит собственный список, который включает 18 видов с критической угрозой (3 вида земноводных, 7 — птиц, 3 — пресмыкающихся, два вида рыб и три — беспозвоночных) и 14 видов, находящихся под угрозой исчезновения. Следует отметить, что DNER следует классификационной схеме МСОП при определении приоритетных видов, нуждающихся в защите.
В настоящее время наибольшее внимание уделяется сохранению находящихся под угрозой видов птиц. Наиболее успешным оказался план по спасению пуэрто-риканского амазона, запущенный в 1968 году. Основной целью данных мер является снижение статуса угрозы вида к 2020 году. Помимо того, планируется: создание двух отдельных диких популяций этого вида (500 особей в течение пяти лет); защита среды обитания этих групп; контроль популяции хищников, паразитов и конкурентных видов. На 1999 год численность вида составляла 44 особи на воле, и 105 — в неволе. Данная программа значительно повысила уровень экологической осведомлённости населения Пуэрто-Рико.
«Проект по исследованию гнездящихся птиц Пуэрто-Рико» (англ. The Puerto Rico Breeding Bird Survey, PRBBS), стартовавший в 1997 году, представляет собой программу по мониторингу состояния и тенденций популяции видов птиц, гнездящихся на территории архипелага. Собранная информация используется Службой рыбных ресурсов и дикой природы США (USFWS) для оценки приоритетов по охране определённых видов птиц. Другие природоохранные мероприятия, предпринимаемые USFWS, включают охрану мигрирующих птиц Пуэрто-Рико и Виргинских островов и обслуживание пяти заповедников, расположенных в Кабо Рохо, Лагуна Картахена, на островах Вьекес, Кулебра и Десечео. Другими организациями, принимающими участие в охране птиц, в Пуэрто-Рико являются «Общество орнитологов Пуэрто-Рико» и «Ассоциация национальной истории Пуэрто-Рико».
В последнее время в Пуэрто-Рико получила развитие охрана морских ресурсов. Протяжённость береговой линии архипелага — 1126 километров, а площадь природных сообществ коралловых рифов составляет более 3370 квадратных километров. Департамент природных и экологических ресурсов Пуэрто-Рико поддерживает 25 районов с морскими компонентами, но только два из них (площадью 11 км2) получили статус заповедных зон. Все виды черепах, обитающих в водах Пуэрто-Рико, классифицируются как «находящиеся под угрозой исчезновения». Программа по сохранению черепах и федеральные программы США повысили осведомлённость местного населения, и уменьшили случаи браконьерства черепашьих яиц и потребления мяса черепах в пищу.